# دير الولي (الحديدة)

تعديل مصدري - تعديل

دير الولي هي إحدى قرى مديرية المنصورية، التابعة لمحافظة الحديدة اليمنية، بلغ تعداد سكانها 1487 نسمة حسب الإحصاء الذي أجري عام 2004.